# 왕복 기관

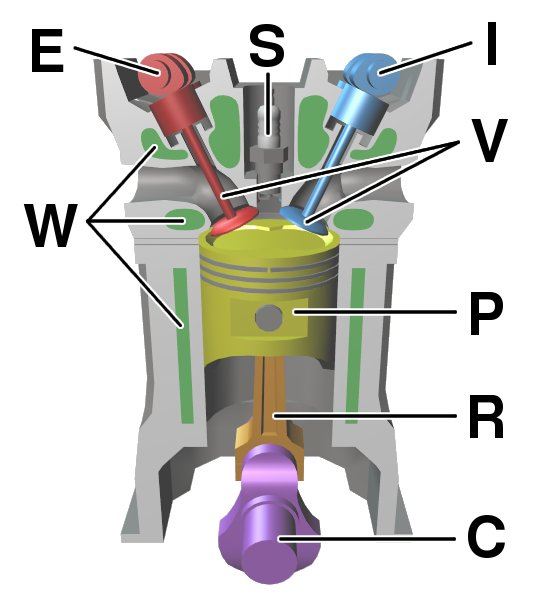
내연 피스톤 기관

왕복 기관(往復機關) 또는 피스톤 엔진(piston engine)은 연소가스의 팽창력으로 피스톤을 실린더 내에서 왕복운동시켜, 이것을 크랭크기구(機構)에 의해 회전력으로 바꾸는 엔진을 말한다.

## 종류 및 특징

### 2행정 기관과 4행정 기관
크랭크축의 회전과 가스의 흡입·압축·팽창·배기 관계에서 4사이클기관과 2사이클기관으로 분류된다. 4사이클기관은 크랭크축의 2회전, 즉 4행정 사이에 ① 흡입, ② 압축, ③ 팽창, ④ 배기의 사이클을 행한다. 2사이클기관은 크랭크축의 1회전, 즉 2행정 사이에 ① 팽창·배기·흡입과 ② 압축의 사이클을 행한다.

### 냉각 방식
실린더 내에서 연료가 폭발연소하여 생기는 온도는 매우 높으며, 실린더벽이 불에 타고 윤활유의 과조폭발(過早爆發)을 일으키므로 실린더벽을 식힐 필요가 있다.
냉각법에는 수냉식과 공냉식이 있다. 수냉식에서는 냉각수를 펌프로 순환케 하고 실린더 둘레로 흐르게 함으로써 열을 빼앗아, 이 온수를 라디에이터(방열기)로 보내고, 외기로 식혀서 다시금 실린더 둘레로 보낸다. 공냉식에서는 실린더 둘레에 직접 바깥 공기가 닿게 함으로써 실린더에 붙어 있는 핀(fin)의 열을 냉각시킨다. 결국 (수냉식·공냉식을 막론하고) 공기(외기)에 의하여 열이 반출되어 나간다.

### 점화 방식
연료와 공기의 혼합기체에 착화시키는 데는 스파크점화방식과 압축점화방식의 2방식이 있다. 스파크점화방식에서는 기화기(氣化器)에서 보내는 혼합기체 중에서 스파크플러그에 의해서 전기불꽃을 튀게 해서 점화한다.
압축점화방식의 대표적인 예는 디젤 엔진인데, 이 기관에서는 미리 공기를 고온이 될 때까지 압축하고 거기에 적당량의 연료를 분사해서 자연히 점화 연소시킨다. 핫벌브 엔진(hot bulb engine) 등에서는 고온의 벽면에 연료를 뿜어 점화하는데, 이것도 일종의 압축점화 방식이다.

### 연료
피스톤기관의 연료에는 가솔린·LPG(액화석유가스)·중유·경유·혼합유(경유에 소량의 윤활유를 섞은 것)가 쓰인다. 중유와 경유는 디젤기관에 쓰이며, 혼합유는 특히 배기량이 수십에서 수백cc급의 소형 2사이클기관에 쓰인다.

## 열 손실
열을 이용하는 기관에서는 연료의 연소로 발생한 열량의 전부가 이용되지 않고 일부는 손실된다. 이 손실은 냉각수 혹은 냉각공기 등에 의해 빼앗기는 냉각손실, 배기가스가 가지고 가는 배기손실, 기계적 마찰 등에 의한 기계손실로 나뉜다. 이들 손실은 기관의 크기·운전조건·종류에 따라 서로 다른 값을 갖는다. 기관축(機關軸)의 열효율은 일반적으로 압축점화기관쪽이 스파크점화기관에 비해서 높다.

## 같이 보기
- 내연기관
- 로터리 엔진